# Domby Mihály
Domby Mihály (? – 1746. október 12.) kanonok.
Győri kanonok és pápai főesperes volt, egyetlen munkája Győrött jelent meg:
Vizből és vérből készíttetett üdvösséges fürdők. Az-az penitentzia-tartó bünös léleknek töredelmes szivből származott könyhullatási… Győr, 1742. (Hozzá adattak: Szent Dávidnak VII poenitentia tartó Soltári és ennihány töredelmes imádságok és azon poenitentia tartásra intő versek.)